# Relations entre l'Érythrée et la France
Les relations entre l'Érythrée et la France désignent les relations diplomatiques bilatérales s'exerçant entre, d'une part, l'Etat d'Érythrée, Etat africain, et de l'autre, la République française, Etat principalement européen.

## Période contemporaine

### Relations économiques
Les relations économiques entre les deux pays se limitent à l'implantation de Total en Érythrée et au commerce de la gomme arabique érythréenne (qui constitue 98% des importations françaises).

### Echanges culturels
L'Alliance française d'Asmara est le seul acteur culturel non érythréen du pays.